# Jamník, Spišská Nová Ves
Jamník este o comună slovacă, aflată în districtul Spišská Nová Ves din regiunea Košice. Localitatea se află la altitudinea de 460 m deasupra n.m., se întinde pe o suprafață de 8,14 km2 și în 2017 număra 1.186 de locuitori.

## Istoric
Localitatea Jamník este atestată documentar din 1277.

## Demografie
| An:                | 1994 | 2004   | 2014    | 2024   |
| ------------------ | ---- | ------ | ------- | ------ |
| Număr de persoane: | 1049 | 1061   | 1171    | 1202   |
| Diferență:         |      | +1,14% | +10,36% | +2,64% |

| An:                | 2023 | 2024   |
| ------------------ | ---- | ------ |
| Număr de persoane: | 1192 | 1202   |
| Diferență:         |      | +0,83% |